# Cheval au Niger
Le cheval est, au Niger, toujours présent dans la vie quotidienne, le plus souvent attelé pour des tâches de transport. La population chevaline nigérienne, comptant plus de 235 000 têtes en 2009, tend à l'augmentation. La grande majorité de ces animaux appartiennent à la race locale Aréwa.

## Histoire

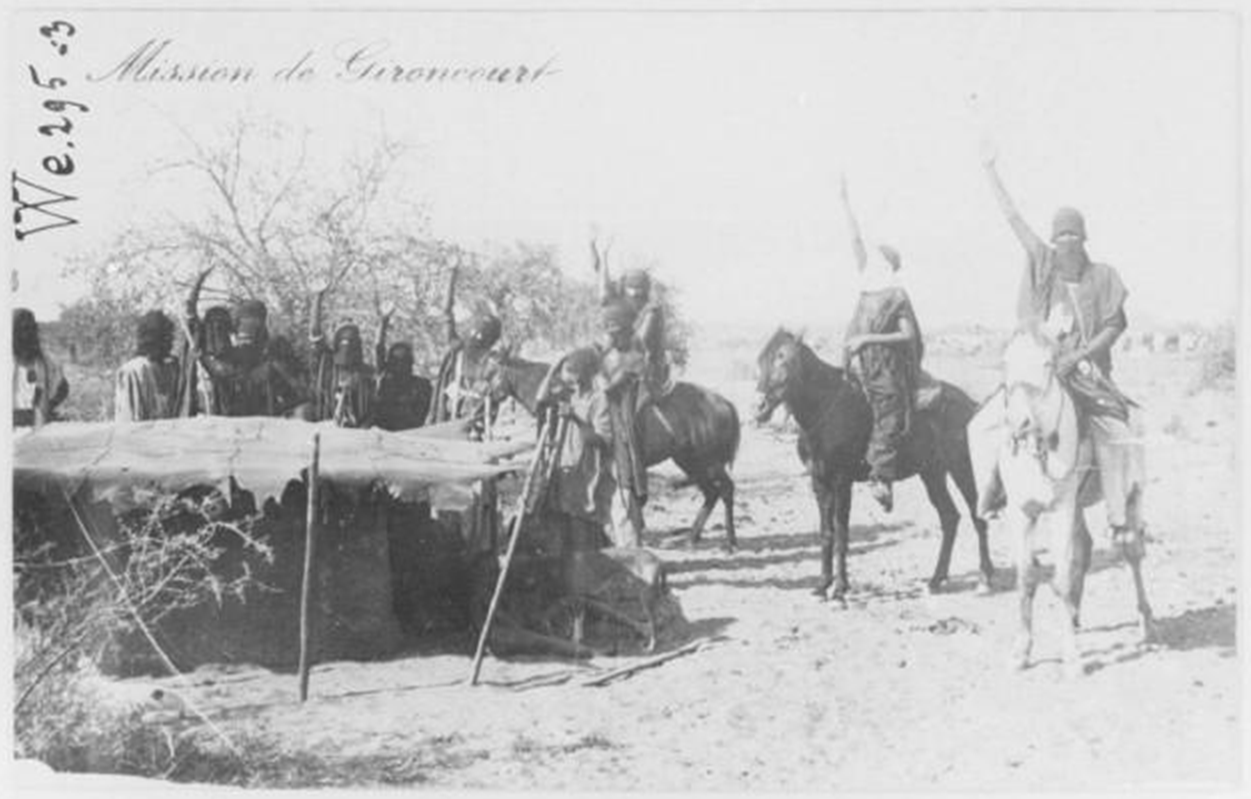
Touaregs du Niger, 1908-1912

Des gravures rupestres de chevaux, datées des époques bovidienne et paléoberbère, ont été découvertes dans l'Aïr méridional, notamment à Isokenwali et Eknaouene.
Au XIXe siècle, les Peuls et les Gourmantchés nomades se combattent à cheval, entre autres pour prendre le contrôle du territoire de Yagha.
En 1986, le Niger est le deuxième pays africain comptant le plus de chevaux, après l'Éthiopie.

## Pratiques
Jadis le plus souvent utilisés comme montures (1970), la plupart des chevaux du Niger sont désormais attelés pour des tâches de transport (2014). Il existe aussi des pratiques liés aux loisirs ou à la fête, telles que les fantasia, et des courses. Les Haoussa de Niamey, notamment, apprécient les paris liés aux courses.
Dans le Niger oriental, les Toubous pratiquaient la chasse à la girafe à cheval, au début du XXe siècle.
Le cheval est considéré comme un animal de prestige et un symbole de richesse, participant de façon importante au train de vie de notables du Niger. Chez les Hausas, posséder un cheval augmente de beaucoup le prestige du propriétaire dans sa communauté, en particulier si le cheval participe à des courses et que son propriétaire visite donc régulièrement l'hippodrome.

## Élevage
En 2009, le Niger compte environ 235 965 chevaux de toute race, avec une légère augmentation au fil des années. En raison de sa vulnérabilité aux épidémies, le cheval est rarement élevé par des nomades, l'étant essentiellement par des Peuls sédentaires. L'espèce est très présente dans le Niger oriental, en dépit de sa fragilité.

### Races élevées
La base de données DAD-IS répertorie (en 2020) quatre races de chevaux élevées au Niger : l'Aréwa (ou Barbe africain, Bagazan, Ganja, Manga, Djerma, Gobir, Ader), l'Aréwa de course issu de croisements avec le Pur-sang, le Soudanais, et le Talon. Des chevaux Arabe-Barbe sont aussi répertoriés. Il est aussi fait mention d'un « cheval de l'Aïr », ou « dan baguézan », et d'un poney « Todori ». Les différences entre les ethnies ou races de chevaux du Niger restent méconnues, en raison d'un manque de travaux de caractérisation. 
L'immense majorité des chevaux du Niger sont de la race Aréwa.

### Maladies et parasitisme
Les animaux sont souvent victimes de l'hémobartonellose,. Il existe aussi des problèmes d'infestation par des parasites gastro-intestinaux, notamment Gastrodiscus aegyptiacus.

## Culture

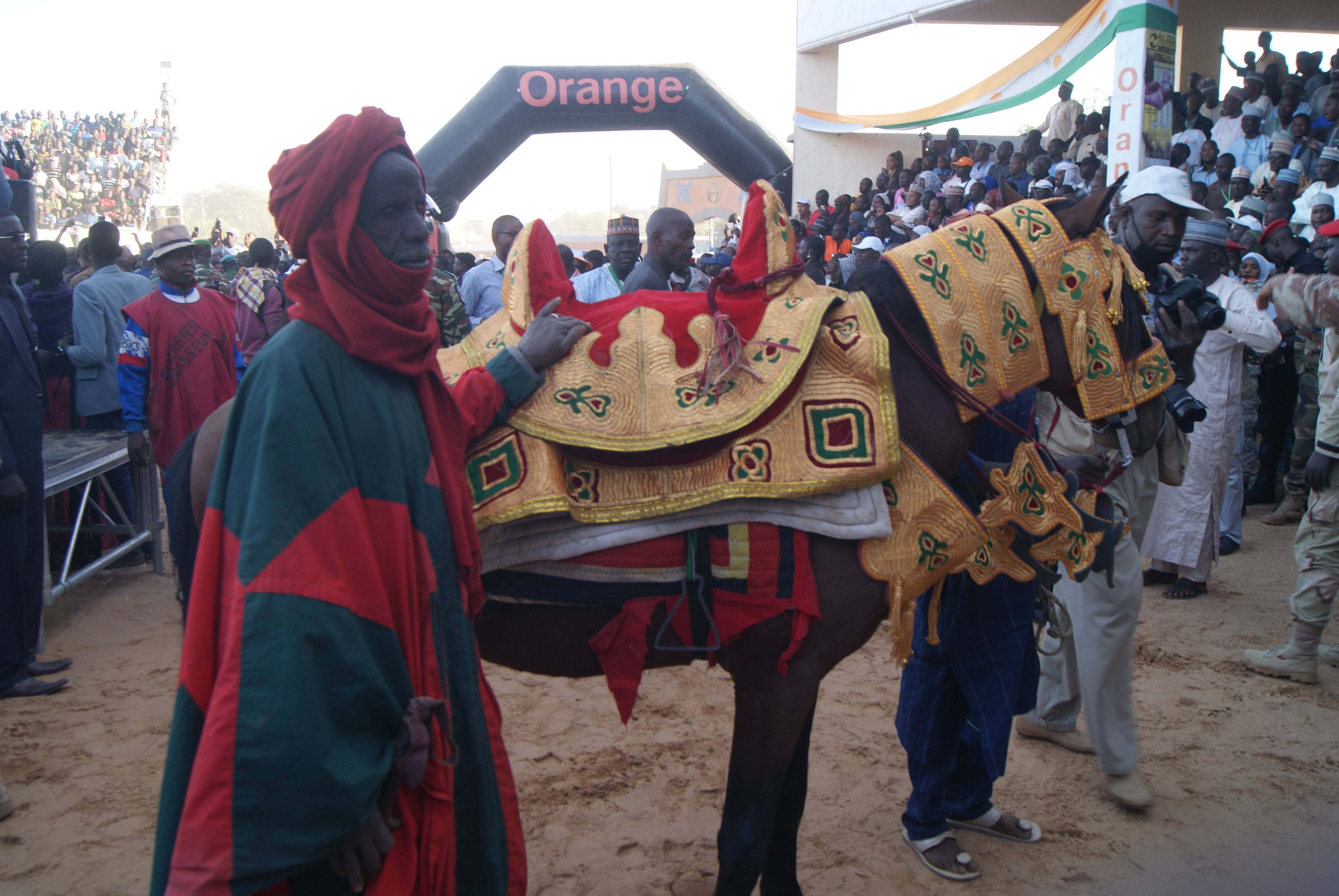
Cheval harnaché pour le champion national.

Le cheval est présent dans les traditions des Songhaïs de Téra, notamment dans l'histoire de Bâna sur son cheval blanc. La langue hausa comporte de nombreux mots pour désigner par exemple les couleurs de robe du cheval, et les maladies affectant cet animal.